# Trochosodon diommatus
Trochosodon diommatus är en mossdjursart som beskrevs av Bock och Cook 2004. Trochosodon diommatus ingår i släktet Trochosodon och familjen Biporidae. Inga underarter finns listade i Catalogue of Life.